# NGC 475
NGC 475 (други обозначения – IC 97, NPM1G +14.0045, PGC 4796) е елиптична галактика (E) в съзвездието Риби.
Обектът присъства в оригиналната редакция на „Нов общ каталог“.